# 더 지니어스: 게임의 법칙의 방영 목록
이 문서에서는 대한민국의 게임 리얼리티 방송 더 지니어스: 게임의 법칙의 에피소드 목록을 서술한다. 더 지니어스: 게임의 법칙은 tvN을 통해 2014년 10월 1일부터  2014년 12월 17일까지 총 12화 방영되었다.

## 1화

### 메인매치
- 1, 2, 3 게임

1. 각 플레이어는 1, 2, 3이 적혀있는 카드를 각 3장씩 총 9장을 받는다.
2. 카드를 한 장씩 보이지 않게 제시한 후 동시에 카드를 뒤집어 높은 숫자가 승리한다.
3. 서로 같은 카드를 내면 무승부를 기록하고 카드는 결과에 관련없이 폐기된다.
4. 대결 상대는 몇 번이고 바꾸는 것이 가능하며, 대결 횟수에도 제한이 없다.
5. 제한 시간 내에 모든 카드를 소진해야 하며 많은 승수를 올린 플레이어가 우승자가 된다.
6. 아무리 많은 승수를 올렸다고 하더라도 단 한장의 카드라도 남으면 0승이 되어 탈락후보가 된다.

- 카드는 양도 및 교환이 가능하다.

### 데스매치
- 연승 게임

1. 데스매치 대상자들은 자신들을 제외한 나머지 모두와 가위바위보 대전을 벌인다. (대전 순서는 제비뽑기를 통해 결정된다.)
2. 가위바위보 대전 중 중간에 연승이 끊겨도 마지막 플레이어까지 모두 승부한다.
3. 오직 연승 수만을 체크하며, 연승이 끊겼을 경우 다시 처음부터 연승 수를 센다.
4. 데스매치 대상자 2명 중 연승 수가 더 높은 플레이어가 이 게임에서 승리한다.

## 2화

### 메인매치
- 대선 게임

1. 플레이어들은 누구든 5분간의 신청 시간동안 대선 후보자 등록을 신청할 수 있다.
2. 후보자들은 중도 사퇴가 가능하며, 대선 후보가 아닌 플레이어들은 자동으로 유권자가 된다.
3. 대선후보자들은 후보자 별로 고유의 칩 20개씩을 받으며, 이를 선거자금으로 이용할 수 있다.
4. 90분동안 후보자들은 선거유세 활동을 할 수 있으며 30분마다 후보들의 지지율이 공개된다.
5. 최고 득표자가 대통령이 되어 승리하고, 최저 득표자가 탈락후보자가 된다.
6. 게임 종료 후 플레이어들은 보유한 당선된 후보자의 칩 1개당 가넷 1개로 교환된다. (단, 당선된 후보자의 칩만 유효하다.)

### 데스매치
- 연승 게임

1. 데스매치 대상자들은 자신들을 제외한 나머지 모두와 가위바위보 대전을 벌인다. (대전 순서는 제비뽑기를 통해 결정된다.)
2. 가위바위보 대전 중 중간에 연승이 끊겨도 마지막 플레이어까지 모두 승부한다.
3. 오직 연승 수만을 체크하며, 연승이 끊겼을 경우 다시 처음부터 연승 수를 센다.
4. 데스매치 대상자 2명 중 연승 수가 더 높은 플레이어가 이 게임에서 승리한다.

## 3화

### 메인매치
- 풍요와 기근

1. 빵이 6개인 풍요의 땅과 3개인 기근의 땅이 있다.
2. 빵은 각 라운드마다 해당 지역을 선택한 플레이어에게 동등하게 배분되며, 남은 빵은 주최측에서 회수한다.
3. 플레이어들은 5장의 기차티켓교환권을 가지며 이 교환권으로 티켓을 구매해 원하는 땅으로 갈 수 있다.
4. 티켓 교환권은 라운드별로 한 장씩 쓸 수도 있고, 한 라운드에 모두 사용하거나 한 장도 쓰지 않아도 된다.
5. 한 라운드의 티켓 구매시간은 15분이며, 한 사람당 최대 30초씩 이용가능하다.
6. 한 라운드가 끝날 때마다 각각의 땅에 간 사람의 수가 공개된다.
7. 총 5라운드로 진행하고 빵을 가장 많이 획득한 플레이어가 승리한다.
8. 게임 종료 시 빵 3개당 가넷 1개로 교환된다.

### 데스매치
- 전략 윷놀이

1. 데스매치 대상자들은 자신을 도와 게임을 할 플레이어를 각각 1명씩 선택한다.
2. 출전자들은 게임이 시작되기 전, 윷가락과 말을 각각 2개씩 지급받는다. (이때, 윷가락은 앞 뒷면 모두 '모'인것과 모두 '윷'이다.)
3. 플레이어들은 기존의 윷놀이처럼 4개가 아닌 자신이 갖고 있는 2개의 윷가락 중 하나만을 던진다.
4. 이때 4명이 제시한 윷의 결과만큼 해당 순서의 플레이어의 말을 움직인다.
5. 도는 무조건 뒷도로 한다.
6. 윷이나 모로 상대의 말을 잡았을 때에는 두 번 던지지 않는다. 뒷도(빽도)가 나와 출발점에 다시 들어온 경우, 한 바퀴를 돈 것으로 인정한다.
7. 먼저 모든 말을 결승점으로 통과시키는 플레이어만이 승자가 된다. (파트너의 말 2개가 결승점을 통과해도 게임은 종료되지 않는다.)

## 4화

### 메인매치
- 좀비 게임

1. 제비뽑기를 통해 2명은 최초  좀비, 8명은 사람이 된다. (단, 플레이어들은 서로의 정체를 모른다.)
2. 라운드마다 한 명 이상의 플레이어와 터치해야 한다. 터치를 하지 않을 경우 자동으로 좀비가 된다.
3. 게임 전체를 통틀어 한 번 터치한 플레이어와는 두 번 터치할 수 없다.
4. 좀비와 좀비가 터치할 경우, 아무 일도 일어나지 않는다.
5. 좀비와 사람이 터치할 경우, 사람이 좀비가 된다.
6. 사람과 사람이 터치할 경우, 둘 다 승점 1점을 얻는다.
7. 라운드당 30분씩, 총 3라운드로 진행되며 라운드가 끝날 때마다 좀비와 사람이 몇 명인지 공개된다.
8. 플레이어들은 치료제를 1개씩 갖고 있으며, 좀비로 변한 후 10분 안에 치료제를 먹으면 다시 사람이 된다. (단 최초좀비는 치료제를 먹어도 사람이 될 수 없다.)
9. 치료제는 가넷 5개로 추가구매가 가능하다.
10. 게임 종료시 플레이어가 모두 좀비로 변하면 좀비의 승리, 최초 좀비 2명이 우승자가 되어 탈락후보를 선택한다.
11. 사람으로 살아남은 플레이어가 있을 경우 승점이 가장 많은 플레이어가 우승, 가장 적은 플레이어가 탈락후보가 된다.
12. 사람이 우승한 경우 승점 당 가넷 1개, 좀비가 우승한 경우 최초좀비는 가넷 3개를 받는다.

### 데스매치
- 전략 윷놀이

1. 데스매치 대상자들은 자신을 도와 게임을 할 플레이어를 각각 1명씩 선택한다.
2. 출전자들은 게임이 시작되기 전, 윷가락과 말을 각각 2개씩 지급받는다. (이때, 윷가락은 앞 뒷면 모두 '모'인것과 모두 '윷'이다.)
3. 플레이어들은 기존의 윷놀이처럼 4개가 아닌 자신이 갖고 있는 2개의 윷가락 중 하나만을 던진다.
4. 이때 4명이 제시한 윷의 결과만큼 해당 순서의 플레이어의 말을 움직인다.
5. 도는 무조건 뒷도로 한다.
6. 윷이나 모로 상대의 말을 잡았을 때에는 두 번 던지지 않는다. 뒷도(빽도)가 나와 출발점에 다시 들어온 경우, 한 바퀴를 돈 것으로 인정한다.
7. 먼저 모든 말을 결승점으로 통과시키는 플레이어만이 승자가 된다. (파트너의 말 2개가 결승점을 통과해도 게임은 종료되지 않는다.)

## 5화

### 메인매치
- 사기 경마

1. 플레이어들은 게임 시작 전, 말에 대한 단서를 하나씩 얻게 되며, 서로의 단서를 조합해 1,2등마를 추리할 수 있다.
2. 3가넷을 지불하면 추가로 단서를 확인할 수 있다.
3. 8마리의 말이 12라운드 동안 경기를 펼친다. 경마 코스는 총 20칸이며, 말들은 라운드마다 0~3칸씩 달린다.
4. 플레이어들은 베팅자금으로 칩 20개씩을 받으며, 매 라운드마다 베팅할 수 있다.
5. 여러 말에 나누어 베팅하는 것은 가능하지만, 라운드 당 최대 3개까지 베팅할 수 있다.
6. 결승선 앞 베팅금지구역에 진입한 말에는 베팅할 수 없다.
7. 게임 종료 시 사용되지 않은 칩은 수거되며 1,2등마에 칩을 베팅한 플레이어들은 배당률에 따라 칩을 획득한다.
8. 칩이 가장 많은 플레이어가 우승자, 가장 적은 플레이어가 탈락후보가 된다.
9. 게임 종료 후 칩 10개는 가넷 1개로 교환된다.

### 데스매치
- 연승 게임

1. 데스매치 대상자들은 자신들을 제외한 나머지 모두와 가위바위보 대전을 벌인다. (대전 순서는 제비뽑기를 통해 결정된다.)
2. 가위바위보 대전 중 중간에 연승이 끊겨도 마지막 플레이어까지 모두 승부한다.
3. 오직 연승 수만을 체크하며, 연승이 끊겼을 경우 다시 처음부터 연승 수를 센다.
4. 데스매치 대상자 2명 중 연승 수가 더 높은 플레이어가 이 게임에서 승리한다.

## 6화

### 메인매치
- 도둑 잡기

1. 5명은 큰 마을, 3명은 작은 마을의 주민이 된다. 8명 중에는 한 명의 도둑이 숨어있으며 그 정체는 본인만 안다.
2. 게임 시작시, 주민들의 재산은 금 10개, 도둑은 재산이 없다.
3. 게임은 낮과 밤이 한 라운드로, 총 10라운드로 진행된다.
4. 낮은 10분이며, 각 마을의 주민들은 유배지로 보낼 추방자 한 명을 정한다.
5. 도둑은 자신이 속한 마을 주민들의 금을 1개씩 훔친다. 도둑이 유배지에 있다면 도난은 일어나지 않는다.
6. 추방자들은 밤 동안 유배지에 머무르다가, 아침이 되면 반대마을로 이동한다.
7. 두 라운드마다 플레이어들의 금 개수가 공개된다. (단, 이름은 공개되지 않는다.)
8. 게임 종료시 도둑이 있는 마을이 진 마을, 도둑이 없는 마을이 이긴 마을이 된다.
9. 진 마을에서 금이 가장 적은 플레이어가 탈락후보, 이긴 마을에서 금이 가장 많은 플레이어가 우승자가 된다.
10. 도둑은 플레이어 중에서 가장 많은 금을 보유하고 있어야 주민 우승자와 공동우승자가 된다.
11. 도둑의 금이 많지 않을 경우, 무조건 주민 탈락후보와 공동탈락후보가 된다.
12. 게임 종료 시 이긴 마을에 있는 주민은 가넷 2개, 도둑은 우승자가 되었을 경우 가넷 2개를 받는다.

### 데스매치
- 인디언 포커

1. 1~10까지의 숫자카드, 각각 2장씩 총 20장으로 진행된다.
2. 더 높은 숫자카드를 가진 플레이어가 승리, 베팅된 칩을 모두 가져간다.
3. 베팅에 사용되는 칩은 자신의 가넷을 칩으로 교환해서 마련해야한다. (가넷 1개당 칩 5개)
4. 플레이어들은 카드 1장씩을 받은 뒤, 앞면을 확인하지 않고 자신의 이마에 붙인다.
5. 베팅할 때는 3가지 선택을 할 수 있다. ① 상대와 같은 수의 칩을 베팅. 베팅이 종료되며 두 사람의 카드를 공개한다.
6. ② 앞서 베팅된 칩보다 더 많은 칩을 베팅. 카드 공개 없이 베팅을 이어간다.
7. ③ 베팅하지 않고 게임을 포기. 무조건 상대방이 승리, 베팅된 칩을 모두 가져간다.
8. 하지만 가장 높은 수인 '10'카드로 게임을 포기했을 경우 페널티로 칩 10개를 상대에게 줘야한다.
9. 같은 숫자로 무승부가 되었을 경우, 베팅된 칩은 다음 게임에서 승리한 플레이어가 모두 갖는다.
10. 한 명이 칩을 모두 다 잃으면 게임이 종료되며, 획득한 칩은 다시 5개당 가넷 1개로 교환된다.

## 7화

### 메인매치
- 오픈, 패스

1. 플레이어들은 숫자, 기호가 섞인 20장의 기본 카드를 받는다.
2. 가넷을 지불하면 추가로 카드를 구매할 수 있으며 1가넷, 2가넷, 3가넷 모두 20장이 한 세트로 구성되어 있다.
3. 플레이어들은 자신의 카드 중 원하는 숫자, 기호카드를 골라 20장을 만들어 딜러에게 제출한다.
4. 딜러는 플레이어에게 받은 20장의 카드를 셔플한 뒤, 등호 왼쪽부터 한 장씩 카드 뒷면이 보이도록 수식판에 놓는다.
5. 플레이어가 '오픈'하면 카드 앞면이 공개, 수식에 포함되며, '패스'하면 수식에서 빠지고 다음 카드로 넘어간다. (패스는 최대 10회까지 가능하다.)
6. 수식판에 10장의 카드가 모두 채워지면 수식이 완성된다.
7. 기호나 숫자카드가 연달아 있는 경우, 가장 왼쪽에 있는 카드만 유효하다.
8. 등호 바로 왼쪽카드가 기호일 경우, 해당 기호카드는 없어진다.
9. 마지막 카드(왼쪽 끝)가 기호일 경우, 앞의 숫자를 '0'으로 간주해 계산한다.
10. 수식의 답이 가장 높으면 우승자, 가장 낮으면 탈락후보가 되며, 우승자는 가넷 5개, 준우승자는 가넷 2개를 받는다.

- 카드 셔플은 최대 3회까지만 가능하다. 수식의 답이 가장 낮은 플레이어가 두명 이상일 경우, 우승자가 탈락후보를 정한다.

### 데스매치
- 인디언 포커

1. 1~10까지의 숫자카드, 각각 2장씩 총 20장으로 진행된다.
2. 더 높은 숫자카드를 가진 플레이어가 승리, 베팅된 칩을 모두 가져간다.
3. 베팅에 사용되는 칩은 자신의 가넷을 칩으로 교환해서 마련해야한다. (가넷 1개당 칩 5개)
4. 플레이어들은 카드 1장씩을 받은 뒤, 앞면을 확인하지 않고 자신의 이마에 붙인다.
5. 베팅할 때는 3가지 선택을 할 수 있다. ① 상대와 같은 수의 칩을 베팅. 베팅이 종료되며 두 사람의 카드를 공개한다.
6. ② 앞서 베팅된 칩보다 더 많은 칩을 베팅. 카드 공개 없이 베팅을 이어간다.
7. ③ 베팅하지 않고 게임을 포기. 무조건 상대방이 승리, 베팅된 칩을 모두 가져간다.
8. 하지만 가장 높은 수인 '10'카드로 게임을 포기했을 경우 페널티로 칩 10개를 상대에게 줘야한다.
9. 같은 숫자로 무승부가 되었을 경우, 베팅된 칩은 다음 게임에서 승리한 플레이어가 모두 갖는다.
10. 한 명이 칩을 모두 다 잃으면 게임이 종료되며, 획득한 칩은 다시 5개당 가넷 1개로 교환된다.

## 8화

### 메인매치
- 콩의 딜레마

1. 게임은 총 5라운드, 레드팀과 화이트팀으로 나누어 진행하며, 한 팀이 먼저 3라운드를 이기면 게임이 종료된다.
2. 플레이어들은 모두 개인 보관함과 열쇠를 갖고 있으며, 각각의 보관함에는 팀 고유의 색깔 콩이 10개씩 들어있다.
3. 보관함이 있는 보관소에는 한 라운드에 한 명씩, 한 번만 들어갈 수 있으며, 자신의 보관함에서 원하는만큼 콩을 꺼내 병에 넣을 수 있다. (개수 제한 없음)
4. 한 라운드의 제한시간은 15분이며, 모든 플레이어가 보관소를 이용하면 해당 라운드가 종료된다.
5. 병에 들어있는 콩 개수의 합이 높은 팀이 해당 라운드에서 승리, 승점을 획득한다.
6. 단, 플레이어들에게는 라운드가 끝날 때마다 진 팀이 낸 콩 개수만 공개된다. (이긴 팀의 콩 개수는 공개되지 않는다.)
7. 게임 종료시, 이긴 팀에서 자신의 콩을 가장 많이 남긴 플레이어가 우승자가 되며, 이긴 팀의 플레이어들은 남은 콩 하나당 가넷 한 개로 교환할 수 있다.
8. 게임 종료 시, 진 팀에서 가장 콩을 적게 남긴 플레이어가 탈락후보가 된다.

### 데스매치
- 이미지게임

1. 탈락후보 2명과, 9회전 진출자 4명은 각각 6장의 사진과 상자 속에 담긴 주사위를 받는다.
2. 탈락후보 2명은 한 라운드에 한 번씩 번갈아가며 출제자가 된다. (나머지 4명은 출제자가 되지 않는다.)
3. 출제자는 자신이 가진 사진 중 하나를 골라 뒷면이 보이도록 내려놓으며, 그 사진의 이미지를 단어나 문장으로 표현한다.
4. 출제자를 제외한 5명의 플레이어는 자신의 사진 중 출제자가 말한 이미지에 가장 부합하는 사진을 고른 뒤, 뒷면이 보이게 제출한다.
5. 6장의 사진의 앞면이 공개되면, 5명의 플레이어는 출제자가 냈다고 생각되는 사진의 번호를 (주사위 윗면을 맞춰) 딜러에게 전달한다.
6. 딜러가 각각의 플레이어들이 선택한 사진을 발표하면, 출제자는 자신이 낸 정답 사진을 공개한다.
7. 출제자의 문제를 데스매치 상대가 맞힌 경우 출제자가 가넷 1개를 잃는다.
8. 출제자의 문제를 데스매치 상대가 맞히지 못한 경우 상대가 가넷 1개를 잃는다.
9. 만약 출제자가 낸 문제를 5명 전원이 맞히거나, 맞히지 못한 경우 출제자가 가넷 2개를 잃는다. 즉, 출제자는 문제를 너무 쉽거나 어렵게 내서는 안 된다.
10. 탈락후보 중 한 명이 가넷을 모두 잃게 되면 게임이 종료된다.

## 9화

### 메인매치
- 수식경매

1. 각 플레이어는 1부터 10까지의 숫자가 새겨진 숫자큐브를 지급받는다.
2. 경매는 총 24회로 이루어지며, 숫자와 기호타일이 정해진 조합과 순서로 오르게 된다. (경매타일의 조합과 순서는 미리 공개된다.)
3. 입찰을 원하는 플레이어는 5초 안에 응찰의사를 밝힌 뒤, 자신의 숫자큐브 중 하나를 제시할 수 있다. 이 때 다른 플레이어들에게는 다시 5초의 시간이 주어진다.
4. 5초 안에 더 높은 숫자큐브를 제시하는 응찰자가 나오지 않으면 낙찰받는다.
5. 만약, 더 높은 숫자큐브를 제시하는 플레이어가 있을 경우, 다시 5초가 주어지며 같은 방식으로 경매를 이어간다.
6. 하나의 경매대상에 한 사람이 여러 번 응찰할 수 있지만, 경매에 사용된 숫자큐브는 모두 버려진다.
7. 상대방이 낸 것과 똑같은 숫자큐브를 제시한 경우, 두 사람 모두 낙찰 받지 못하며 경매타일, 숫자큐브 모두 버려진다.
8. 5초 안에 아무도 응찰하지 않았다면, 해당 타일은 버려진다.
9. 경매로 획득한 타일은 모두 수식에 사용해야한다.
10. 숫자타일은 연속으로 사용할 수 없다.
11. 답이 '10'이 나오는 수식을 가장 먼저 완성하는 플레이어가 우승자가 되며, 그 즉시 게임이 종료된다. 종료 시까지 수식을 완성시키지 못한 플레이어는 최하위자가 된다.
12. 모두 수식을 완성시킨 경우, 수식의 답이 10에서 가장 먼 플레이어가 탈락후보가 된다.
13. 24회 경매가 모두 끝났을 때까지 10이 나오는 수식을 완성시키지 못했을 경우, 답이 10에서 가장 가까운 플레이어가 우승자가 된다.
14. 우승자는 수식의 답과 같은 개수의 가넷을 지급받는다. (최대 한도 20개)

- 숫자큐브 및 경매타일(숫자, 기호)은 양도 및 교환이 불가능하다.

### 데스매치
- 인디언 포커

1. 1~10까지의 숫자카드, 각각 2장씩 총 20장으로 진행된다.
2. 더 높은 숫자카드를 가진 플레이어가 승리, 베팅된 칩을 모두 가져간다.
3. 베팅에 사용되는 칩은 자신의 가넷을 칩으로 교환해서 마련해야한다. (가넷 1개당 칩 5개)
4. 플레이어들은 카드 1장씩을 받은 뒤, 앞면을 확인하지 않고 자신의 이마에 붙인다.
5. 베팅할 때는 3가지 선택을 할 수 있다. ① 상대와 같은 수의 칩을 베팅. 베팅이 종료되며 두 사람의 카드를 공개한다.
6. ② 앞서 베팅된 칩보다 더 많은 칩을 베팅. 카드 공개 없이 베팅을 이어간다.
7. ③ 베팅하지 않고 게임을 포기. 무조건 상대방이 승리, 베팅된 칩을 모두 가져간다.
8. 하지만 가장 높은 수인 '10'카드로 게임을 포기했을 경우 페널티로 칩 10개를 상대에게 줘야한다.
9. 같은 숫자로 무승부가 되었을 경우, 베팅된 칩은 다음 게임에서 승리한 플레이어가 모두 갖는다.
10. 한 명이 칩을 모두 다 잃으면 게임이 종료되며, 획득한 칩은 다시 5개당 가넷 1개로 교환된다.

## 10화

### 메인매치
- 감금! 사기 경마

1. 감금! 사기경마 전체적인 룰은 <5회전 사기경마>와 같으며, 플레이어와 게스트가 한 팀이 되어 게임을 진행한다.
2. 플레이어 4명은 게임이 끝날 때까지 각자의 방에 감금되며, 단서 획득 및 베팅은 모두 게스트가 대리로 진행된다. (즉, 4명의 플레이어는 서로 만날 수 없다.)
3. 게임 시작 전, 4팀은 각각 말의 순위와 관련된 단서를 하나씩 얻게 된다.
4. 게임은 총 12라운드로 진행된다. 3,6,9라운드가 끝날 때마다 작전타임이 주어지며, 이때마다 공개단서가 하나씩 주어진다.
5. 가넷을 지불하고 확인할 수 있는 3개의 추가단서가 있으며, 구매 순서대로 1가넷씩 가격이 올라간다. (첫 번째 구매한 플레이어 3가넷, 그 다음은 4가넷,5가넷,6가넷 계속 가격이 올라간다.)
6. 8명 모두에게 각각 20개의 베팅자금이 주어진다. 단, 플레이어의 베팅은 게스트가 대신하므로 게스트는 두 사람 몫의 베팅을 해야한다.
7. 8마리의 말이 12라운드 동안 경주를 펼친다. 경마코스는 총 20칸이며, 말들은 라운드마다 1~3칸까지 달린다.
8. 말이 한 라운드를 달리고 나면, 베팅할 수 있다. 여러 말에 나누어 베팅하는 것은 가능하지만, 라운드 당 최대 3개까지 베팅할 수 있다.
9. 결승전 앞, 베팅 금지구역에 진입한 말에는 베팅할 수 없다.
10. 게임 종료시 사용되지 않은 칩은 수거되며 1,2등말에 칩을 베팅한 플레이어들은 베당률에 따라 칩을 획득한다.
11. 게스트를 포함, 가장 많은 칩을 획득한 1,2등이 생명의 징표를 갖게된다. (단, 게스트가 획득한 생명의 징표는 자신이 도와주는 플레이어에게 양도)
12. 생명의 징표가 없는 2명이 자동으로 데스매치에 진출한다.

- 획득한 칩 10개당 가넷 1개로 교환된다. (게스트 포함)

### 데스매치
- 전략 윷놀이

1. 데스매치 대상자들은 자신을 도와 게임을 할 플레이어를 각각 1명씩 선택한다.
2. 출전자들은 게임이 시작되기 전, 윷가락과 말을 각각 2개씩 지급받는다. (이때, 윷가락은 앞 뒷면 모두 '모'인것과 모두 '윷'이다.)
3. 플레이어들은 기존의 윷놀이처럼 4개가 아닌 자신이 갖고 있는 2개의 윷가락 중 하나만을 던진다.
4. 이때 4명이 제시한 윷의 결과만큼 해당 순서의 플레이어의 말을 움직인다.
5. 도는 무조건 뒷도로 한다.
6. 윷이나 모로 상대의 말을 잡았을 때에는 두 번 던지지 않는다. 뒷도(빽도)가 나와 출발점에 다시 들어온 경우, 한 바퀴를 돈 것으로 인정한다.
7. 먼저 모든 말을 결승점으로 통과시키는 플레이어만이 승자가 된다. (파트너의 말 2개가 결승점을 통과해도 게임은 종료되지 않는다.)

## 11화

### 메인매치
- 5 대 5 게임

1. 11회전 메인매치는 다양한 직업을 갖고 있는 10명의 게스트들과 함께한다. 플레이어들은 게임(제목&룰)이 공개되기 전 게스트들과 자유롭게 대화할 수 있는 1시간의 정보조사시간을 갖는다.
2. 정보조사시간이 끝나면 11회전 메인매치를 공개한다.
3. 플레이어들은 10명의 게스트들에게 얻은 정보를 바탕으로 그들의 답이 O,X로 나뉠 수 있는 명제를 제시한다.
4. 게임은 총 2라운드로 진행되며 1라운드에서는 명제 3개를 제시한다. (2라운드 명제 개수는 해당 라운드 시작 전에 공개된다.)
5. 명제의 내용에는 제한이 없으나, 12글자를 넘는 명제를 제시할 수 없다. (숫자, 영어는 1자당 원고지 1칸이며, 의미상 같은 질문은 반복해서 할 수 없다.)
6. 게스트들은 진실에 입각해 O,X를 결정하며, 명제를 제시하는 플레이어 외 다른 2명은 명제 내용 및 결과를 알지 못 한다.
7. 명제에 대한 결과가 5:5로 나온 경우, 해당 플레이어가 승점 1점을 획득한다.
8. 게임 종료 시, 승점이 가장 높은 플레이어가 우승자가 되며 우승자는 승점 1점 당 가넷 1개를 받는다. 우승자를 제외한 두 명은 자동으로 데스매치에 진출한다.

- 플레이어들은 지정된 시간(정보조사시간) 외에 게스트들과 접촉, 대화할 수 없다. (명제를 제시하는 동안에도 게스트와 대화할 수 없음)

### 데스매치
- 같은그림찾기

1. 그림판 앞면에는 16개의 알파벳이, 뒷면에는 각기 다른 16장의 그림이 숨겨져있다.
2. 게임은 20장의 그림카드가 채워진 개인 컨베이어 벨트에서 진행된다. (그림판에 있는 16개의 그림 3묶음을 셔플 한 뒤, 컨베이어 벨트의 첫 번째 빈칸부터 채운다.)
3. 가넷이 더 많은 플레이어가 10번째 그림카드에서 가넷이 적은 플레이어는 8번째 그림카드에서 게임을 시작한다.
4. 말을 앞으로 이동시키기 위해서는 다음 칸에 있는 그림카드와 같은 그림을 그림판에서 찾아야 한다.
5. 선택한 그림이 벨트 위의 그림과 일치할 경우 한 칸 전진하며, 이어서 그림판의 그림을 한 번 더 확인할 수 있다.
6. 선택한 그림이 다음 칸의 그림카드와 일치하지 않을 경우 컨베이어 벨트가 한 칸 후진, 맨 앞쪽에 새로운 그림카드가 채워진다. (단, 결승점에 있는 그림카드는 고정)
7. 한 플레이어의 말이 결승점에 먼저 도착하면 해당 플레이어의 승리로 게임이 종료된다.
8. 같은 그림을 찾지 못해 말이 컨베이어 벨트에서 떨어지게 되면, 해당 플레이어의 패배로 게임이 종료된다.

## 12화
1. 결승전에는 총 3개의 게임이 준비되어 있으며, 먼저 2승을 올린 플레이어가 최종 우승자가 된다.
2. 결승전에는 게임에 도움이 될 12개의 아이템이 준비되어 있다.
3. 11명의 탈락자 게스트들은 게임 시작 전, 12개의 아이템 중 1개를 뽑아 자신이 지지하는 플레이어에게 줄 수 있다.
4. 각각의 아이템은 사용되는 게임 시작 전에 플레이어들에게 전달 및 공개되며, 11명이 뽑고 남은 1개의 아이템은 가넷이 더 많은 플레이어가 갖게된다.
5. 결승전에는 '인디언 포커', '같은 그림 찾기' 그리고 새로운 게임 '결!합!', 총 3개의 게임이 준비되어 있다.
6. 새로운 게임 '결!합!'이 2번째 게임이 될 것이며, 1회전 게임은 '게임 선택 아이템'을 가진 플레이어가 정하게 된다.

아이템
1. 게임 선택 아이템 : '인디언 포커' 와 '같은 그림 찾기'중 자신에게 유리한 게임을 1회전 게임으로 선택할 수 있는 아이템이다.
2. 아이템 복사하기 (모든 게임에 사용가능) : 자신이 보유하고 있는 아이템중 하나를 복사해서 두 번으로 사용할 수 있다.
3. 상대 아이템 무효화 (모든 게임에 사용 가능) : 상대방이 아이템을 사용하려고 할때, 해당 아이템을 무효화시킬 수 있다. (단, 게임선택 아이템은 무효화 시킬 수 없다.)
4. [같은그림찾기] 1칸 전진 : 자신의 말을 한 칸 앞으로 전진시킬 수 있다.
5. [같은그림찾기] 그림 전체 보기 : 모든 플레이어들에게 그림판의 그림이 10초간 공개된다.
6. [같은그림찾기] 3칸 전진, 3칸 후진 : 자신 혹은 상대의 말을 선택하여 말을 3칸 전진한 뒤, 다시 컨베이어 벨트를 작동시켜 3칸을 후진한다. (즉, 위치는 그대로지만 말 앞에 놓여진 그림을 바꿀수 있다.)
7. [결! 합!] 합 개수 공개 (해당라운드의 그림 공개 전 사용가능) : 아이템을 사용한 플레이어에게만 해당라운드의 '합' 개수가 공개된다.
8. [결! 합!] 라운드 점수 더블 (수량 2개, 해당 라운드의 그림 공개전 사용 가능) : 해당라운드에 모든 플레이어의 점수 체계가 2배가 된다. 즉, +1점은 +2점, -1점은 -2점이 된다.
9. [인디언 포커] 칩 5개 추가 (수량 2개) : 게임 시작 전, 칩 5개를 추가할 수 있다.
10. [인디언 포커] 카드숫자 +2 (자신의 카드가 공개되기 전이면 언제든 사용가능) : 자신의 카드 숫자에 2를 더한 수로 승부할 수 있는 아이템이다.

- 모든 아이템은 1회용이며, 사용한 아이템은 딜러가 수거한다.

### 2회전
결! 합!
1. 게임에 사용되는 그림은 도형, 도형의 색, 배경색 이렇게 3가지 속성을 갖고 있으며, 이 세 가지 속성이 각각 다르게 조합된 27장의 그림으로 게임이 진행된다.
2. 라운드마다 27장 중 9장의 그림이 공개되며, 플레이어들은 '합'이 되는 3장의 그림을 찾아야 한다.
3. '합'이란 3가지 속성이 모두 같거나 모두 다른 그림들로 이루어진 3장의 그림을 말한다.
4. 플레이어들에게는 한번씩 번갈아가며 10초의 시간이 주어지며, 자신의 순서에 합을 찾아냈다면 5초 안에 '합'을 외친 뒤 그림 번호를 호명해야한다.
5. 호명한 그림이 합이 맞을 경우 +1점, 합이 아닐 경우 -1점이 된다.
6. 자신의 순서(10초)에 아무것도 호명하지 않으면 점수변동 없이 상대방에게 기회가 넘어간다. (단, 합을 외친 후 아무것도 호명하지 않으면 틀린 것으로 간주한다.)
7. 만약, 9장의 그림에서 더 이상 합이 없다고 판단된다면 '결'을 외칠 수 있다.
8. 실제로 합이 되는 그림이 더 이상 없을 경우, 결을 외친 플레이어는 승점 +3점이 된다.
9. 결을 외친 시점에서 합이 되는 그림 조합이 남아있다면 해당 플레이어는 -1점이 되고, 기회는 관전석의 게스트들에게 넘어간다.
10. 게스트 중 한 명이 합을 맞혔다면 그 사람이 지지하는 결승진출자가 +1점이 되고, 기회는 다시 플레이어들에게 넘어간다. (단, 게스트의 오답은 점수에 영향을 미치지 않는다.)
11. 게임은 총 10라운드로 진행되며, 게임 종료 후 더 많은 승점을 획득한 플레이어가 승리한다.